# Битва за Лабуан
Битва за Лабуан — бои между силами Антигитлеровской коалиции и японскими войсками, произошедшие на острове Лабуан в июне 1945 года. Битва стала одним из этапов Северо-Борнейской операции австралийских и американских войск по освобождению британского Северного Борнео. 

## Ход операции
Атака была организована в рамках плана по захвату Брунейского залива для превращения его в плацдарм для поддержки будущих наступлений.

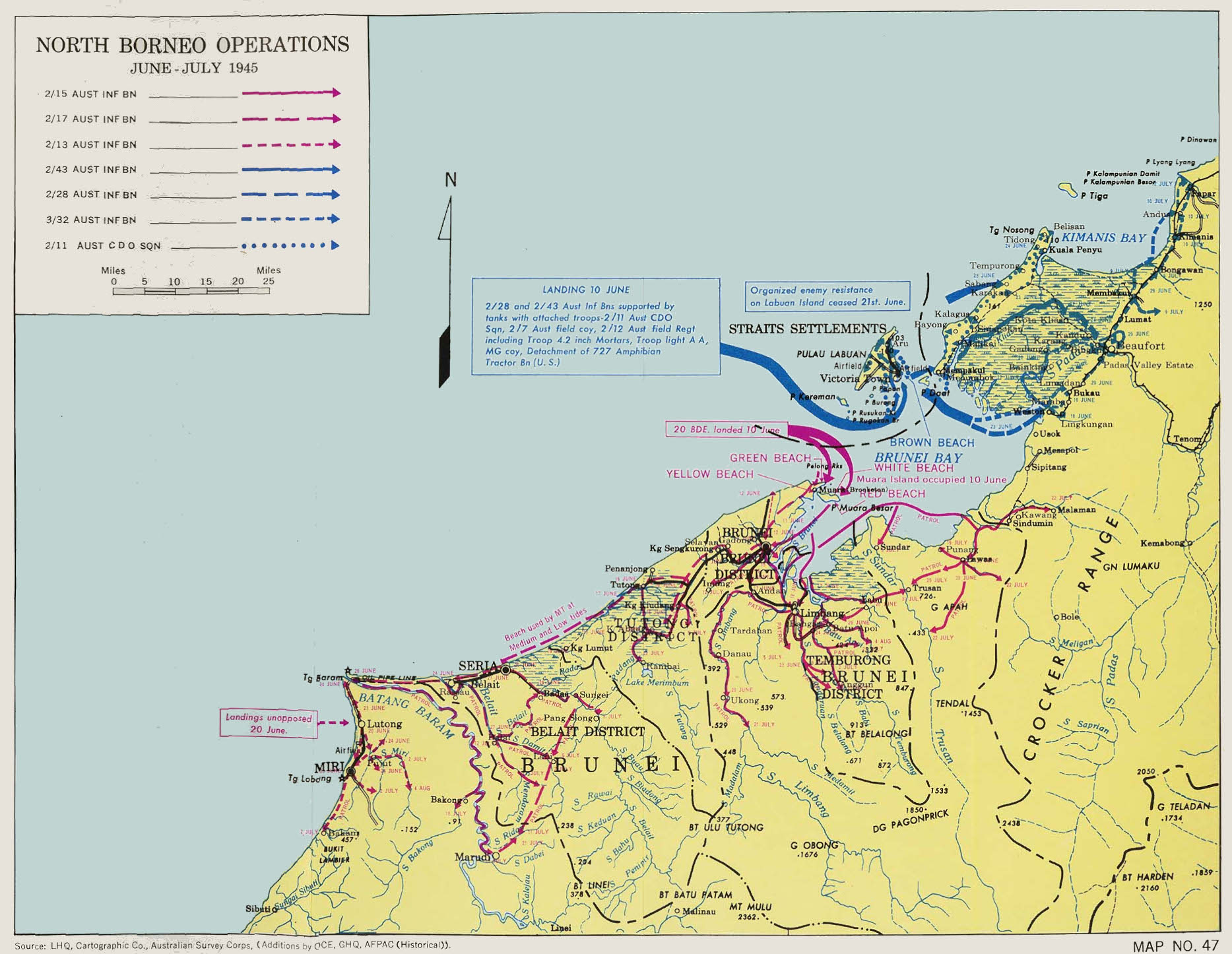
Карта операции

После нескольких недель воздушных атак и короткой морской бомбардировки, 10 июня 1945 года, солдаты 24-й австралийской бригады высадились на Лабуан с американских и австралийских кораблей. Австралийцы быстро захватили порт и главный аэродром. Значительно уступающий по численности японский гарнизон в основном был сосредоточен в укрепленной позиции в глубине острова, поэтому оказал лишь небольшое сопротивление во время высадки. Первые попытки австралийцев штурмовать японские позиции в течение нескольких дней после вторжения оказались безуспешны. Район укреплений был подвергнут тяжёлой бомбардировке. 
21 июня японцы в ответ попытались атаковать позиции союзников, но были отбиты. В тот же день австралийские войска атаковали японские позиции. В последующие дни австралийские патрули уничтожали или захватывали в плен оставшиеся японские войска на острове. 389 японцев были убиты, 11 попали в плен. Потери австралийцев составили 34 погибших.

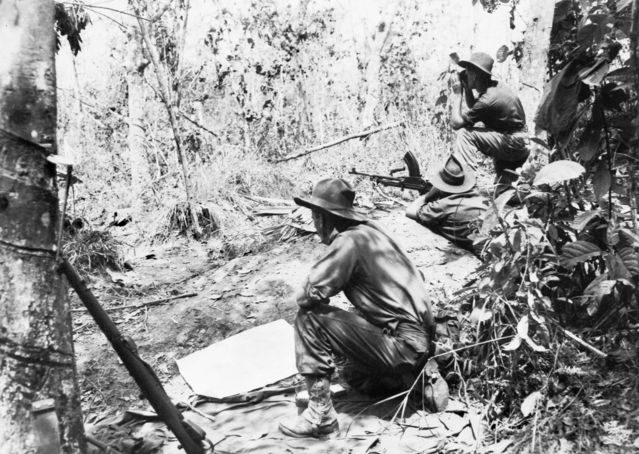
Австралийские солдаты в боях за Лабуан

## Результаты
Захваченный остров использовался Антигитлеровской коалицией в качестве важной опорной базы. В конце июня 1945 года силы 24-й бригады были направлены на захват восточного берега Брунейского залива. Аэродром острова был отремонтирован и расширен для размещения подразделений королевских военно-воздушных сил Австралии. В период пребывания на Лабуане союзники реконструировали инфраструктуру острова и оказывали помощь тысячам мирных жителей, которые лишились жилья в результате бомбардировок.